# Klasztory

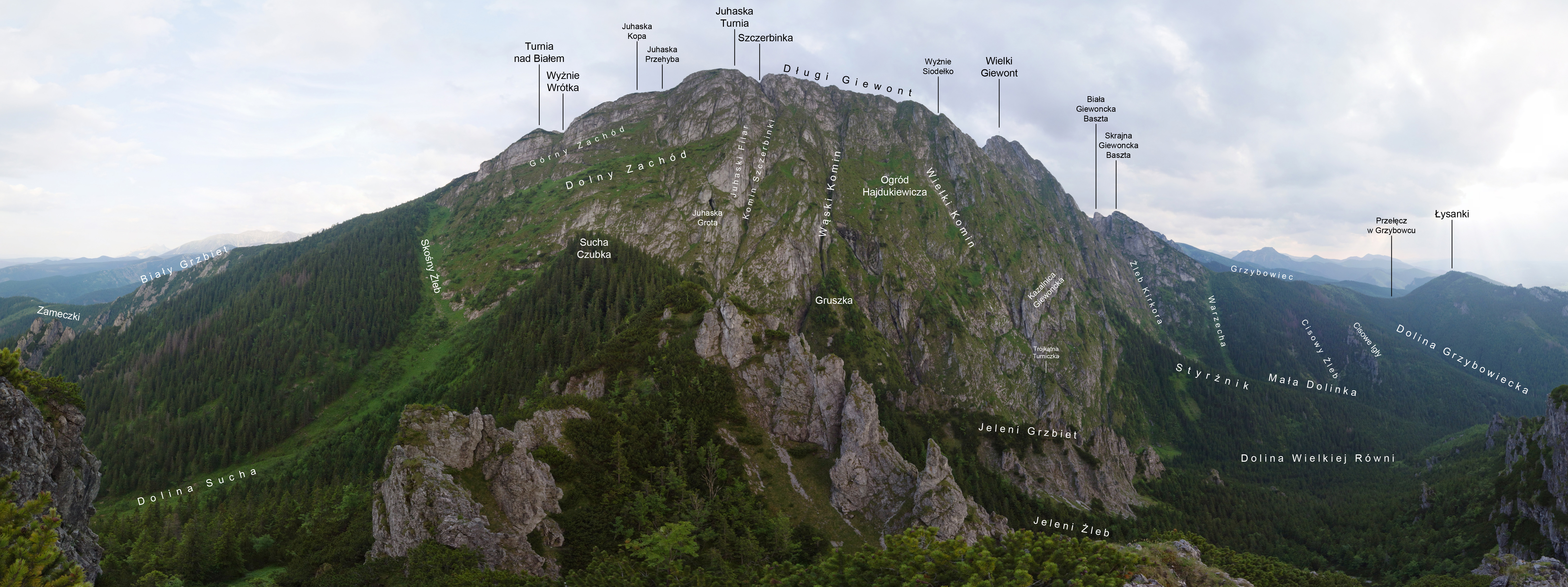
Klasztory widoczne na pierwszym planie poniżej Suchej Czubki

Klasztory – grupa turniczek w grzbiecie oddzielającym Dolinę Białego od Doliny Strążyskiej w Tatrach Zachodnich. Znajdują się w górnej części tego grzbietu, pomiędzy Niżnią Suchą Przełęczą (1508 m) a Suchym Wierchem (1539 m). Ich ściany mają wysokość do 40 m. Na wschodnią stronę opadają do Doliny Suchej (górna część Doliny Białego), na zachodnią natomiast do Doliny Wielkiej Równi (górna część Doliny Strążyskiej) opada od nich krótki boczny grzbiecik również zwieńczony turniczkami. Grzbiecik ten oddziela od siebie dwa ramiona Jeleniego Żlebu.
Znajdują się na obszarze ochrony ścisłej Regle Zakopiańskie. Nie prowadzi do nich żaden szlak turystyczny, nigdzie też w całym masywie Suchego Wierchu nie ma ścieżek. Turniczki te znajdują się w terenie trudno dostępnym, porośniętym gęstym lasem i bujną kosodrzewiną z licznymi wiatrołomami i gdzieniegdzie występującymi trudnymi do pokonania skałami.